# Kultura Niniwa 5
Kultura Niniwa 5 (też kultura Niniwa V) – kultura archeologiczna wywodząca się z późnej kultury Uruk, która w latach 2900-2500 p.n.e. rozwijała się w północnej Mezopotamii. Jej nazwa, wprowadzona w latach 30. XX wieku przez brytyjskiego archeologa Maxa Mallowana, pochodzi od piątej warstwy archeologicznej w Niniwie, w której to po raz pierwszy odkryto charakterystyczną dla tej kultury ceramikę z malowanymi i odciskanymi wzorami. Swym zasięgiem kultura Niniwa 5 obejmowała obszar od gór Zagros na wschodzie po dorzecze rzeki Chabur na zachodzie.